# Synaphosus shirin
Pour les articles homonymes, voir Shirin (homonymie).
Espèce
Synaphosus shirin est une espèce d'araignées aranéomorphes de la famille des Gnaphosidae.

## Distribution
Cette espèce se rencontre en Iran, en Irak, en Azerbaïdjan, en Turquie et à Chypre.

## Description
La femelle holotype mesure 3,70 mm.
Le mâle décrit par Chatzaki et Russell-Smith en 2017 mesure 3,147 mm.

## Systématique et taxinomie
Cette espèce a été décrite par Ovtsharenko, Levy et Platnick en 1994.

## Étymologie
Son nom d'espèce lui a été donné en référence au lieu de sa découverte, Qasr-e-Shirin.

## Publication originale
- Ovtsharenko, Levy & Platnick, 1994 : « A review of the ground spider genus Synaphosus (Araneae, Gnaphosidae). » American Museum novitates, no 3095, p. 1-27 (texte intégral).